# 特羅斯佳涅茨區 (文尼察州)

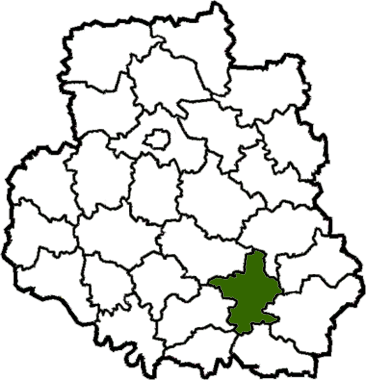
特羅斯佳內茨區在文尼察州的位置

特羅斯佳涅茨區（烏克蘭語：Тростянецький район）是位於烏克蘭西南部文尼察州的舊區，区府为特羅斯佳涅茨，並於2020年被撤銷。該區面積860平方公里，2013年人口36,940，人口密度每平方公里42.95人。
48°30′N 29°12′E / 48.500°N 29.200°E